# Az 1920. évi nyári olimpiai játékok éremtáblázata
Az 1920. évi nyári olimpiai játékok éremtáblázata az 1920. évi nyári olimpiai játékokon érmet nyert nemzeteket tartalmazza. A sorrendet a több nyert aranyérem, ennek egyenlősége esetén a több nyert ezüstérem, ennek egyenlősége esetén a több nyert bronzérem, illetve mindhárom szám egyenlősége esetén az ABC-sorrend határozza meg. A sorrend nem jelenti a részt vevő országok hivatalos – a Nemzetközi Olimpiai Bizottság szerinti – sorrendjét.
(A táblázatban a rendező nemzet csapata eltérő háttérszínnel, az egyes számoszlopok legmagasabb értéke vagy értékei vastagítással kiemelve.)
| Az 1920. évi nyári olimpiai játékok éremtáblázata | Az 1920. évi nyári olimpiai játékok éremtáblázata | Az 1920. évi nyári olimpiai játékok éremtáblázata | Az 1920. évi nyári olimpiai játékok éremtáblázata | Az 1920. évi nyári olimpiai játékok éremtáblázata | Olimpia  |
| ------------------------------------------------- | ------------------------------------------------- | ------------------------------------------------- | ------------------------------------------------- | ------------------------------------------------- | -------- |
|                                                   | Ország                                            | Arany                                             | Ezüst                                             | Bronz                                             | Összesen |
| 1.                                                | Egyesült Államok (USA)                            | 41                                                | 27                                                | 27                                                | 95       |
| 2.                                                | Svédország (SWE)                                  | 19                                                | 20                                                | 25                                                | 64       |
| 3.                                                | Nagy-Britannia (GBR)                              | 15                                                | 15                                                | 13                                                | 43       |
| 4.                                                | Finnország (FIN)                                  | 15                                                | 10                                                | 9                                                 | 34       |
| 5.                                                | Belgium (BEL)                                     | 14                                                | 11                                                | 11                                                | 36       |
| 6.                                                | Norvégia (NOR)                                    | 13                                                | 9                                                 | 9                                                 | 31       |
| 7.                                                | Olaszország (ITA)                                 | 13                                                | 5                                                 | 5                                                 | 23       |
| 8.                                                | Franciaország (FRA)                               | 9                                                 | 19                                                | 13                                                | 41       |
| 9.                                                | Hollandia (NED)                                   | 4                                                 | 2                                                 | 5                                                 | 11       |
| 10.                                               | Dánia (DEN)                                       | 3                                                 | 9                                                 | 1                                                 | 13       |
| 11.                                               | Dél-afrikai Unió (RSA)                            | 3                                                 | 4                                                 | 3                                                 | 10       |
| 12.                                               | Kanada (CAN)                                      | 3                                                 | 3                                                 | 3                                                 | 9        |
| 13.                                               | Svájc (SUI)                                       | 2                                                 | 2                                                 | 7                                                 | 11       |
| 14.                                               | Észtország (EST)                                  | 1                                                 | 2                                                 | 0                                                 | 3        |
| 15.                                               | Brazília (BRA)                                    | 1                                                 | 1                                                 | 1                                                 | 3        |
|                                                   |                                                   |                                                   |                                                   |                                                   |          |
| 16.                                               | Ausztrália (AUS)                                  | 0                                                 | 2                                                 | 1                                                 | 3        |
| 17.                                               | Japán (JPN)                                       | 0                                                 | 2                                                 | 0                                                 | 2        |
| 17.                                               | Spanyolország (ESP)                               | 0                                                 | 2                                                 | 0                                                 | 2        |
| 19.                                               | Görögország (GRE)                                 | 0                                                 | 1                                                 | 0                                                 | 1        |
| 19.                                               | Luxemburg (LUX)                                   | 0                                                 | 1                                                 | 0                                                 | 1        |
|                                                   |                                                   |                                                   |                                                   |                                                   |          |
| 21.                                               | Csehszlovákia (TCH)                               | 0                                                 | 0                                                 | 2                                                 | 2        |
| 22.                                               | Új-Zéland (NZL)                                   | 0                                                 | 0                                                 | 1                                                 | 1        |
|                                                   |                                                   |                                                   |                                                   |                                                   |          |
| Összesen                                          | Összesen                                          | 156                                               | 147                                               | 136                                               | 439      |